# بوب كوتينغام
بوب كوتينغام (بالإنجليزية: Bob Cottingham)‏ هو مبارز بالسيف أمريكي، ولد في 16 أبريل 1966 في أورانج ‏ في الولايات المتحدة.

## وصلات خارجية
- بوب كوتينغام على موقع أوليمبيديا (الإنجليزية)